# Stralsunder Straßennamen/A
Dies ist ein Verzeichnis der Straßennamen der Hansestadt Stralsund.
Das Verzeichnis nennt den Namen der Straße und (in Klammern) den Ortsteil. Dazu wird eine Erläuterung (Jahr der Benennung, Grund) zum Straßennamen gegeben. Wegen der großen Anzahl an Straßen wurde das Verzeichnis nach den Anfangsbuchstaben der Straßennamen aufgeteilt. Unter "Allgemeines" finden Sie die Einleitung und Erläuterungen zu den Straßennamen allgemein.
Beispiel: Den Amanda-Weber-Ring finden Sie unter A.
- Ackerbürgerweg (Knieper / Kniepervorstadt)

Ackerbürger waren im Mittelalter Einwohner einer befestigten Stadt, die die Bürgerwürde innehatten und Landwirtschaft auf Feldern (Äckern) innerhalb und außerhalb der Stadtmauern betrieben. Die Ackerbürger entrichteten Pacht bzw. Miete für ihre Felder und Häuser in Form von Naturalien. Im Stralsunder Tierpark wurde ein Ackerbürgerhaus originalgetreu wieder aufgebaut; in diesem ist das Leben der Ackerbürger und ihrer Familien erlebbar dargestellt.
- Agnes-Bluhm-Straße (Lüssower Berg / Am Lüssower Berg)

Benannt nach der deutschen Ärztin Dr. Agnes Bluhm (1862–1943), die sich u. a. für die Öffnung der Universitäten für Frauen einsetzte. Ein direkter Bezug zu Stralsund besteht nicht.
- Ahornstraße (Süd / Andershof)

Benannt nach dem Ahornbaum. Viele der Straßen dieses Viertels wurden nach einheimischen Bäumen und Sträuchern benannt.
- Ährengrund (Tribseer / Tribseer Wiesen)

Benannt nach der Ähre. Dieses Stadtviertel wurde auf einem ehemaligen Wiesengelände errichtet und die Straßen überwiegend nach heimischen Pflanzen benannt.
- Albert-Schweitzer-Straße (Lüssower Berg / Am Lüssower Berg)

Benannt nach dem deutschen Arzt Albert Schweitzer. Ein direkter Bezug zu Stralsund besteht allerdings nicht.
- Alexander-Puschkin-Weg (Knieper / Knieper West)

Benannt nach dem russischen Dichter Alexander Puschkin. Die Straßen in diesem Stadtviertel wurden überwiegend nach Dichtern benannt. Ein direkter Bezug zu Stralsund besteht allerdings nicht.
- Alfred-Brunst-Straße (Knieper	/ Knieper Nord)

Alfred Brunst war ein Stralsunder Kaufmann, der sich sozial engagierte und sein Vermögen in einer Stiftung anlegte. Die Brunst-Weber-Stiftung errichtete Wohnhäuser in Stralsund. Ein Wohnviertel am Stadtrand Stralsunds trägt überwiegend Namen von Stiftern, weshalb es auch Stifterviertel genannt wird. Allerdings sind die von den Stiftungen gebauten Wohnhäuser überwiegend im Stadtteil Franken zu finden.
- Alte Flugzeugwerft (Franken / Franken - Mitte)

Diese Straße wurde im Jahr 2005 erstmals benannt. Hier befand sich in den 1930er Jahren eine Flugzeugfertigungshalle, auch Flugzeugwerft genannt.
- Alte Gärtnerei (Süd / Andershof)

- Alte Hafenbahn

Im Februar 2006 erstmals benannte Straße.
- Alte Richtenberger Straße (Tribseer / Tribseer Vorstadt bzw. Tribseer Siedlung)

Benannt nach der Stadt Richtenberg, die auf dieser Straße stadtauswärts erreicht werden kann.
- Alte Rostocker Straße	(Tribseer / Tribseer Vorstadt)

Benannt nach der Stadt Rostock, die auf dieser Straße stadtauswärts erreicht werden konnte, heute liegt die Alte Rostocker Straße aufgrund der Ausdehnung der Stadtgrenzen allerdings nicht mehr am Stadtrand.
- Alte Zuckerfabrik (Franken / Frankenvorstadt)

Hier stand bis 1991 die Zuckerfabrik Stralsund, in der Zuckerrüben aus der Umgebung verarbeitet wurden. Nach der Schließung und dem Abriss der Fabrik wurden auf diesem Gelände Wohnhäuser errichtet.
- Alter Markt (Altstadt / Altstadt)

Der Alte Markt bildet das Zentrum der Altstadt Stralsunds und war Ausgangspunkt des Aufbaus der Stadt. Da auch das Zentrum der damaligen Neustadt über einen Markt verfügte, wurden die Märkte zur Unterscheidung in Alter Markt und Neuer Markt benannt.
- Altes Gaswerk

Im Jahr 2005 angelegte Straße. Hier befand sich bis zum Abriss und der anschließenden Sanierung des Geländes ein Gaswerk, in dem Stadtgas für die Stralsunder Haushalte aufbereitet wurde.
- Am Alten Marinehafen (Franken	/ Dänholm)

- Am Bahnübergang (Tribseer / Tribseer Vorstadt)

- Am Bleicherberg

ehemaliger Straßenname, siehe Lindenstraße
- Am Bock (Franken / Frankensiedlung)

- Am Deviner Bach (Süd / Devin)

Benannt nach dem durch den Stralsunder Ortsteil Devin verlaufenden Bach, der zum Strelasund führt.
- Am Fährkanal (Altstadt / Hafeninsel)

- Am Feldrain (Langendorfer Berg / Langendorfer Berg)

- Am Fischmarkt (Altstadt / Altstadt)

Der Stralsunder Fischmarkt hatte seit Ende des 13. Jahrhunderts seinen ursprünglichen Standort in der Semlower Straße nahe dem Alten Markt. Erst in der zweiten Hälfte des 19. Jahrhunderts fand der Fischmarkt in der Straße Am Fischmarkt statt, die nach ihm benannt wurde.
- Am Flotthafen	(Altstadt / Bastionengürtel)

- Am Grünhufer Graben (Grünhufe / Grünthal-Viermorgen)

- Am Grünhufer Teich (Grünhufe / Grünthal-Viermorgen)

- Am Heizwerk (Knieper / Knieper West)

Das Plattenbauviertel Knieper West wurde zu DDR-Zeiten errichtet. Die zahlreichen Wohnblocks wurden zentral mit Heizwärme und Warmwasser versorgt. Dafür wurde ein Heizwerk errichtet, welches seit den 1990er Jahren wegen der Umstellung der Versorgung auf dezentrale Aufbereitung überflüssig wurde.
- Am Hohen Graben (Lüssower Berg / Am Umspannwerk)

- Am Hospitaler Tor

ehemaliger Straßenname, siehe Mönchstraße
- Am Hügel (Tribseer / Tribseer Siedlung)

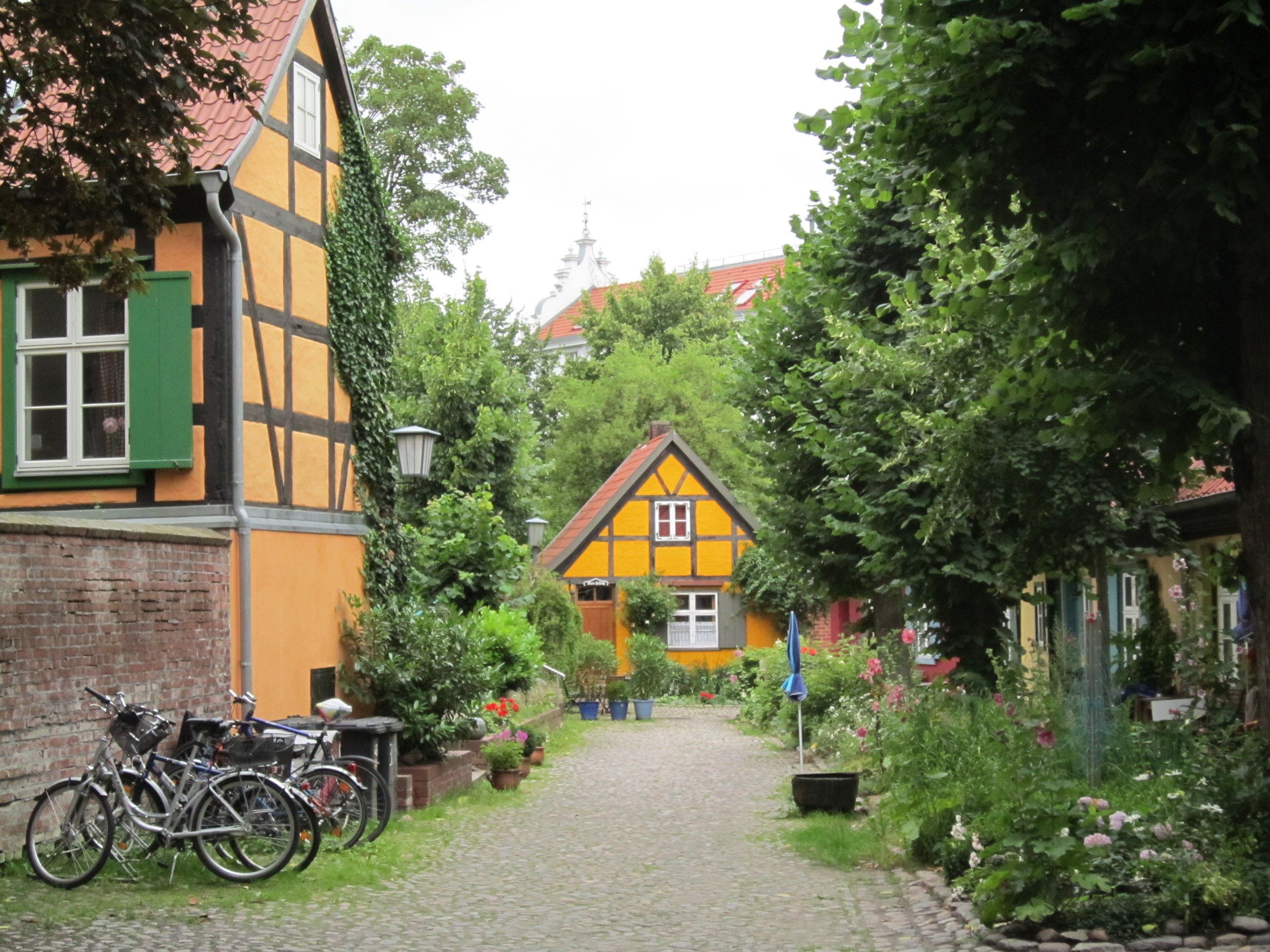
Häuser in der Straße Am Johanniskloster

- Am Johanniskloster (Altstadt / Altstadt)

Benannt nach dem Johanniskloster. Dieses wurde erstmals im 13. Jahrhundert errichtet und ist das älteste Kloster der Stadt.
- Am Jungfernstieg

ehemaliger Name, siehe Jungfernstieg
- Am Köppenberg	(Franken / Franken Mitte)

Der Köppenberg erhielt seinen Namen im Mittelalter, als hier die Köpfe verurteilter und hingerichteter Verbrecher zur Abschreckung auf Pfählen ausgestellt wurden.
- Am Kütertor (Altstadt / Altstadt)

Das Kütertor ist eines von zwei erhalten gebliebenen Stadttoren Stralsunds. Die Straße Am Kütertor bezeichnet einen Abschnitt zwischen dem Kütertor und dem Knieperwall. Erstmalige Erwähnung fand diese Straße Ende des 13. Jahrhunderts.
- Am Landwege

ehemaliger Straßenname, siehe Frankendamm
- Am Landwege nach Rostock

ehemaliger Straßenname, siehe Rostocker Chaussee
- Am Langenkanal (Altstadt / Hafeninsel)

In den 1860er Jahren wurden die Hafeninseln aufgeschüttet. Im Rahmen dieser Maßnahme wurde eine Reihe neuer Straßen angelegt, darunter die Straße Am Langenkanal.
- Am Langenwall (Altstadt / Altstadt)

- Am Lüssower Berg Ausbau (Langendorfer Berg / Langendorfer Berg)

- Am Moorteich (Tribseer / Tribseer Vorstadt)

Diese Straße wurde im Jahr 2005 angelegt. Sie führt an einem der Stadtteiche Stralsunds, dem Moorteich, entlang.
- Am Park (Süd / Devin)

- Am Parower Wege

ehemaliger Straßenname, siehe Große Parower Straße
- Am Paschenberg (Franken / Franken Mitte)

- Am Querkanal (Altstadt / Hafeninsel)

In den 1860er Jahren wurden die Hafeninseln aufgeschüttet. Im Rahmen dieser Maßnahme wurde eine Reihe neuer Straßen angelegt, darunter die Straße Am Querkanal.
- Am Ramsberg

ehemaliger Straßenname, siehe Mönchstraße
- Am Rostocker Werk (Tribseer / Tribseer Vorstadt)

- Am Semlowerkanal (Altstadt / Hafeninsel)

In den 1860er Jahren wurden die Hafeninseln aufgeschüttet. Im Rahmen dieser Maßnahme wurde eine Reihe neuer Straßen angelegt, darunter die Straße Am Semlowerkanal.
- Am Stadtwald (Tribseer / Tribseer Vorstadt)

Der Stadtwald, die „grüne Lunge“ Stralsunds, besteht aus einer Moorlandschaft und einem weitläufigen Mischwald. Hier befinden sich der Zoo Stralsund sowie ein Gedenkstein für einen im Zweiten Weltkrieg (am 13. März 1945) abgestürzten deutschen Flugzeugpiloten. Der Stadtwald dient der Naherholung.
- Am Steinort (Süd / Andershof)

Benannt nach Steinort. Dieser Ortsteil befindet sich auf dem Südzipfel der Halbinsel Drigge.
- Am Strande

ehemaliger Straßenname, siehe Gerhart-Hauptmann-Straße
- Am Umspannwerk (Lüssower Berg	/ Am Umspannwerk)

Das Umspannwerk der SWS Stadtwerke Stralsund befindet sich in einem reinen Gewerbegebiet. Die um dieses Werk verlaufende Straße wurde nach ihm benannt.
- Am Wall

ehemaliger Straßenname, siehe Frankenwall
- Am Weidengehölz

Diese Straße wurde im Jahr 2005 angelegt und erhielt im Januar 2006 offiziell den Namen Am Wiesenmoor.
- Am Wiesenmoor

Diese Straße wurde im Jahr 2005 angelegt und erhielt im Januar 2006 offiziell den Namen Am Wiesenmoor.
- Am Zuckergraben (Franken / Frankenvorstadt)

Diese Straße wurde im Jahr 2005 erstmals benannt. Ihr Name orientiert sich nach dem in der Nähe befindlichen Wassergraben, der der Ende des 19. Jahrhunderts gebauten (und im Jahr 1990 geschlossenen) Zuckerfabrik als Abflussgraben ihrer Abwasser in den Strelasund diente. Dieser Graben war einst Bestandteil der Stralsunder Stadtbefestigungen.
- Amanda-Weber-Ring (Knieper / Knieper Nord)

Amanda Weber war eine Stralsunder Bürgerin, die sich sozial engagierte und ihr Vermögen in einer Stiftung anlegte. Die Brunst-Weber-Stiftung errichtete Wohnhäuser in Stralsund. Ein Wohnviertel Stralsunds trägt überwiegend Namen von Stiftern, weshalb es auch Stifterviertel genannt wird. Allerdings sind die von den Stiftungen gebauten Wohnhäuser überwiegend im Stadtteil Franken zu finden.
- Amselweg (Lüssower Berg / Am Lüssower Berg)

Benannt nach der Amsel. Ein Großteil der Straßen dieses Stadtviertels wurde nach einheimischen Vogelarten benannt.
- An den Bleichen (Knieper / Kniepervorstadt)

Benannt nach den damaligen nahe gelegenen Wiesen, auf denen bis Ende des 19. Jahrhunderts die Wäsche zum Bleichen ausgelegt wurde. Die Straße existiert seit Mitte des 19. Jahrhunderts, zunächst als Straße Nach dem Hainholze. Bei der Reform der Straßennamen 1869 wurde der Name An den Bleichen vergeben.
- An der Chaussee

ehemaliger Straßenname, siehe Greifswalder Chaussee
- An der Fährbrücke (Altstadt / Hafeninsel)

In den 1860er Jahren wurden die Hafeninseln aufgeschüttet. Im Rahmen dieser Maßnahme wurde eine Reihe neuer Straßen angelegt, darunter die Straße An der Fährbrücke.
- An der Hafenbahn (Franken / Frankenvorstadt)

- An der Kupfermühle (Tribseer / Tribseer Vorstadt)

- An der Schleusenbrücke

ehemaliger Straßenname, siehe Carl-Heydemann-Ring
- An der Stadtkoppel (Grünhufe	/ Vogelsang)

- An der Werft (Franken / Franken Mitte)

Die Straße verläuft parallel zur Volkswerft Stralsund.
- Andershofer Dorfstraße (Süd / Andershof bzw. Voirgdehagen)

- Andershofer Hang (Süd	/ Andershof)

- Andershofer Ufer (Süd	/ Andershof)

- Andershofer Weide (Süd / Andershof)

- Anklamer Straße (Grünhufe / Grünthal-Viermorgen)

Benannt nach der Stadt Anklam. Das Wohnviertel erhielt nach der politischen und ökonomischen Wende in der DDR überwiegend Namen von Städten, mit denen Stralsund zur Zeit der Hanse eng verbunden war.
- Apfeldornweg (Süd / Andershof)

Benannt nach dem Apfeldorn. Viele der Straßen dieses Viertels wurden nach einheimischen Bäumen und Sträuchern benannt.
- Apfelweg (Tribseer / Tribseer Siedlung)

Benannt nach dem Apfel. Viele der Straßen dieses Viertels wurden nach einheimischen Bäumen und Sträuchern benannt.
- Apollonienmarkt (Altstadt / Altstadt)

Benannt nach Apollonia. Die heute als Fußgängerzone angelegte Straße Apollonienmarkt (zwischen Mönchstraße und Ossenreyerstraße) war um 1500 eine Straße, in der sich viele Werkstätten zur Fellverarbeitung befanden. Die Kürschner durften Schaf- und Schurwolle bearbeiten. Nach ihnen wurde die Straße Pelzerstraße benannt. Später (bis in das 16. Jahrhundert) hieß der Straßenzug zwischen Mönch- und Ossenreyerstraße Pumperstrate, wobei Pumper (niederdeutsch: dumpfer Schall/Schlag) auf ein sehr lautes Gewerbe schließen lässt. Auch dieser Name war bald Geschichte: In der Straße wurde nunmehr mit minderwertigen Waren (Plunder) Handel getrieben, woraus der Name Plunnen- oder Plundermarkt entstand. Aus diesem Plunnenmarkt machte ein Stadtschreiber Ende des 18. Jahrhunderts einen Plonniemarkt. Plonnie ist das niederdeutsche Wort für Apollonia, eine alexandrinische Märtyrerin (Schutzheilige gegen Zahn- und Kopfschmerzen). Ob es sich um einen Schreibfehler oder um eine bewusste Verwechslung handelte (die Adresse Plundermarkt ist sicher nicht sehr geschäftsfördernd) ist ungeklärt.
- Arnold-Zweig-Straße (Knieper / Knieper West)

Benannt nach dem deutschen Schriftsteller Arnold Zweig. Ein direkter Bezug zu Stralsund besteht nicht. Die Arnold-Zweig-Straße ist eine der längsten des Wohngebietes Knieper West II. In diesem wurden bei Errichtung (Plattenbau) zu DDR-Zeiten überwiegend Dichter und Schriftsteller durch Straßenbenennung geehrt.
- Arschkerbe

ehemaliger Straßenname, siehe Jacobichorstraße
- Auf dem Hüx

ehemaliger Straßenname, siehe Mönchstraße
- Auf dem St. Nikolaikirchhof (Altstadt / Altstadt)

Diese Straße ist eigentlich nur ein Weg, der über den Hof der Stralsunder Nikolaikirche führt. Bis in das 19. Jahrhundert wurde der Kirchhof als Friedhof genutzt; dies ist der älteste Friedhof Stralsunds. Hier befindet sich die ehemalige Lateinschule von St. Nikolai. Das Gebäude wurde 1347 errichtet und ist das bedeutendste dieser Art im Ostseeraum. Heute wird das Haus vom Pfarramt genutzt. Die Straße wurde 1547 erstmals urkundlich erwähnt.
- August-Bebel-Ufer (Franken / Frankenvorstadt)

Benannt nach dem deutschen Sozialdemokraten August Bebel. Ein direkter Bezug zu Stralsund besteht nicht.
- August-Streufert-Weg (Tribseer / Tribseer Vorstadt)

Benannt nach dem Politiker August Streufert (1887–1944). Der in Negast bei Stralsund geborene spätere Reichstagsabgeordnete wurde ein Opfer des nationalsozialistischen Regimes. Er wurde am 26. Dezember 1944 im KZ Neuengamme ermordet.